# Медаль «В память объединения Италии»
Итальянское Рисорджименто было отмечено серией медалей, учреждённых тремя правителями, сменившими друг друга в течение долгого процесса объединения полуострова. Медалями «В память компаний войны за независимость» (итал. medaglia commemorativa delle campagne delle guerre d'indipendenza) и различными вариантами медали «В память объединения Италии» (итал. medaglia commemorativa dell'Unità d'Italia), награждались те, кто участвовал в войнах за независимость Италии, а затем и все те, кто участвовал в Первой мировой войне, поскольку последней традиционно завершают процесс объединения Италии с присоединением к ней Тренто, Венеция-Джулии и Истрии. Наконец, медали были также вручены участникам оккупацим Фиуме и похода на Рим.

## Виктор Эммануил II
С намерением наградить тех, кто принимал участие в сражениях, которые привели в 1861 году к созданию Королевства Италии, король Виктор Эммануил II указом  № 2174 от 4 марта 1865 года учредил медали «Памяти войн 1848, 1849, 1859, 1860 и 1861 годов за независимость и объединение Италии» и даровал её всем участникам Первой (1848—1849) и Второй войны за независимость (1859), а также Экспедиции Тысячи (1861).
Все рядовые солдаты получали медаль и соответствующие ленты бесплатно; для остальных была создана комиссия для изучения титулов, дающих право на медаль в сопровождении одной или нескольких полос.
Медаль носили с лентой, на которую надевались планки с датами, по числу кампаний, в которых участвовал человек.
Указ установил, что медаль не разрешена для совместного ношения с любой другой национальной медалью, учрежденной в память о тех же событий, за исключением медали «Памяти Экспедиции Тысячи» муниципалитета Палермо.
Уступка этой медали была затем распространена на тех, кто участвовал в Третьей войне за независимость (1866) и во взятии Рима в 1870 году, впоследствии право на получение этой медали получили и те, кто участвовал в Крымской войне и в битва при Ментане в 1867 году.

### Знаки отличия

#### Медаль
Медаль состоит из серебряного круга диаметром 32 мм и толщиной 1 мм, подвешенного к кольцу. Лицо государя обращено влево, окруженное легендой «Vittorio Emanuele II Re d'Italia» на аверсе (на некоторых экземплярах под шеей короля можно найти подпись гравера: «Canzani», «Cassina» или другие) и драпированной женской фигурой с башенчатой короной (олицетворение Италии), держащей в правой руке копье, выходящее из лавровой ветви, а левой рукой опирающейся на савойский щит с надпись «Войны за независимость и объединение Италии» на реверсе.

#### Лента
Медаль носилась на левой стороне груди на шёлковой ленте шириной 33 мм с шестикратным повторением итальянского триколора (восемнадцать красных, белых и зелёных вертикальных линий).
Эта же лента, но зелёная слева и красная справа, использовалась для знака «За тяготы войны», а затем была преобразована в медаль «В память итало-австрийской войны 1915-1918 годов», которую с этой точки зрения следует считать продолжение серии наград, посвященных борьбе за независимость.
Учредительное положение, не позволявшее носить ленту без медали, было изменено королевским указом № 470 от 29 июля 1906 года, который вместо этого разрешил носить только ленту.

#### Стяжки
Для обозначения военной кампании, за которую присуждалась награда, к ленте прикрепляли одну или несколько серебряных полос, украшенных фруктовым лавром с вкраплениями гравировки лет кампании, в которой проходила служба: полосы допускались для 1848, 1849, 1855—1856, 1859, 1860—1861, 1866, 1867 и 1870 годов.

## Умберто I
Умберто I, чтобы увековечить Рисорджименто и заслуги своего отца, восстановил медаль королевским указом № 1294 от 26 апреля 1883 года, наградив её серебряной версией всех, кто сражался хотя бы в одной из войн за независимость и объединение Италии в 1848, 1849, 1859, 1860—1861, 1866 и 1870 годах, или в Восточной (Крымской) войне 1855—1856 годов.
Медалью награждались те, кто принимал участие в экспедиции Сапри 1857 или в компании Агро Романо в 1867 году; титулы, доказывающие это участие, должны были быть представлены на рассмотрение специальной комиссии, предусмотренной указом и назначенной на 1883 год.
Медаль должна была бесплатно раздаваться малоимущим солдатам, находящимся при исполнении служебных обязанностей в 1883 году, в то время как для остальных цена покупки на Королевском монетном дворе Рима составляла 4,60 лиры.

### Знаки отличия

#### Медаль
Медаль представляет собой серебряный круг диаметром 32 мм.
На аверсе изображение государя, обращённое влево, окружённое по краю легендой «Umberto I Re d'Italia». На некоторых версиях по нижнему краю присутствует подпись гравера: «Speranza» или «L. Giorgi F.»; на реверсе — надпись "Unità d'Italia 1848-1870" в центре с закрытым лавровым венком по краю, завязанным внизу двойным спиральным узлом.

#### Лента
Лента шириной 33 мм украшена итальянским триколором: в центре зелёная полоса шириной 11 мм с двумя белыми полосами шириной 5,5 мм по бокам и двумя красными полосами шириной 5,5 мм по краям.
Как и в случае с предыдущей наградой, запрет на ношение ленты без медали был снят королевским указом № 470 от 29 июля 1906 года.

## Виктор Эммануил III
После Первой мировой войны с присоединение Трентино и Триеста король Виктор Эммануил III посчитал воссоединение Италии завершённым и решил «заново учредить» медаль. Так был обнародован королевский указ № 1229 от 19 января 1922 года, которым он продлил право носить медаль, учрежденную королем Умберто I, всем солдатам, которые были или будут награждены медалью «В память войны 1915-1918 годов за завершение объединения Италии» (также известной как «отчеканенной из вражеской бронзы»), упомянутой в королевском указе № 1241 от 29 июля 1920 года.
Таким образом, новая медаль имела те же характеристики, что и медаль 1883 года, в том числе и в отношении организационной концепции; изображение короля Умберто I заменено изображением короля Виктора Иммануила III, датировкой периода завершения объединения Италии «1848-1918» вместо «1848-1870» и материалом бронза вместо серебра.
Учредительный указ был отменён в 2010 году.

### Знак отличия

#### Медаль
Медаль представляла собой бронзового круга диаметром 32 мм.
На аверсе изображение государя, обращенное влево, окружённый по краю легендой «Vittorio Emanuele III Re d'Italia»; по нижнему краю имена гравера "Mario Nelli Inc." и производителя моделей "C. Rivalta Mod.".
На реверсе в центре надпись "Unità d'Italia 1848-1918" с сомкнутым по краю лавровым венком, завязанным внизу двойным спиральным узлом; под узлом инициалы производителя: «CB C» (Casa Benvenuto Cellini).

### Образцовая национальная ассоциация семей погибших и пропавших без вести на войне
Королевским указом-законом № 1362 от 19 октября 1922 года была утверждена исключительная концессия на чеканку и продажу по цене £ 3.50 в «Национальную ассоциацию матерей и вдов погибших на войне», преобразованную в 1932 году в «Национальную ассоциацию семей павших на войне».
Был отчеканен новый вариант медали, который отличался от предыдущего только надписью на реверсе, где под формулировкой «Объединение Италии 1848-1918 годов» надпись «Ass. Naz. Madri e Vedove dei Caduti» или «Ass. Naz. Famiglie Caduti in Guerra» (сокращëнные названия ассоциаций).

### Вариант1848-1922
Новый вариант медали был учрежден Королевским указом № 1375 от 18 августа 1940 года, по которому было разрешено носить медаль «В память об объединении Италии» 1883 года всем тем, кто был удостоен памятной медали оккупация Фиуме и похода на Рим. 
Новая медаль содержала некоторые изменения по отношению к оригиналу: на лицевой стороне изображение короля Умберто I было заменено изображением короля Виктора Иммануила III, а также легенда: «Umberto I Re d'Italia» заменена на изображение: «Vittorio Emanuele III Re d'Italia»; на реверсе легенда «Unità d'Italia 1848-1870» была изменена на «Unità d'Italia 1848-1922».
Эти медали также сопровождались разрешением в виде большого штампа, который должен был быть проставлен при удостоверении медали за поход на Рим или на медали за Фиумскую компанию.
Они были отчеканены S.I.A.M (Итальянским обществом медали), но без инициалов (тихая чеканка).
Законом № 169 от 17 февраля 1941 года право чеканки и продажы этой медали было предоставлена исключительно Национальной ассоциации семей погибших на войне.
Декрет об учреждении этой медали также был отменен после вступления в силу законодательного декрета № 212 от 2010 года.

#### Варианты
Другие фирмы, такие как Стефано Джонсон , выпускали медали в многочисленных вариациях по размеру (31, 32 или 33 мм), различающихся по дизайну головы короля, лавровых ветвей, по надписям и инициалам.

#### Лента
Лента для всех видов медалей состояла из итальянского триколора: в центре 13-миллиметровая зелёная полоса с двумя 6-миллиметровыми белыми полосам.